# Nachtschattenartige
Die Nachtschattenartigen (Solanales) sind eine Ordnung der Bedecktsamigen Pflanzen (Magnoliopsida).
Hier sind fünf Familien eingeordnet; die wichtigsten Familien sind die Nachtschattengewächse (Solanaceae) und die Windengewächse (Convolvulaceae).

## Beschreibung
Es gibt sowohl verholzende als auch krautige Pflanzen. Die Laubblätter sind meist wechselständig. Die Blüten sind meist radiärsymmetrisch, Zygomorphie ist die Ausnahme bei wenigen Taxa. Die Kelchblätter sind auch noch auf den reifen Früchten vorhanden.
Bei vielen Taxa kommen Alkaloide vor, darunter oft Tropan-Alkaloide.

## Familien
Die Solanales sind innerhalb der Euasteriden I die Schwestergruppe der Lamiales. Sie umfassen folgende Familien:
- Windengewächse (Convolvulaceae)
- Hydroleaceae
- Montiniaceae
- Nachtschattengewächse (Solanaceae)
- Sphenocleaceae